# تشنه دیدار
تشنهٔ دیدار از رضا رهگذر است که در سال ۱۳۶۱ منتشر شد. این کتاب، روایتی کودکانه از ابوذر غفاری است و به زبان‌های اردو و انگلیسی ترجمه شده‌است.

## جوایز
این کتاب در مراسم کتاب سال جمهوری اسلامی ایران به‌عنوان کتاب برگزیده معرفی شد و برنده لوح زرین و دیپلم افتخار از نخستین جشنواره کودک و نوجوان کانون پرورش فکری کودکان و نوجوانان شد. این کتاب همچنین برنده جایزه دوم نخستین جشنواره قصه‌های قرانی، پیامبران و ائمه در مقطع سنی کودکان توسط سازمان حج و اوقاف (سال ۱۳۷۳) شد.